# Бондарев, Григорий Иванович
Григо́рий Ива́нович Бо́ндарев (1900 — 1941) — советский военный разведчик, полковник.

## Биография
Родился в русской семье, в 1910 окончил два класса приходской школы. С марта 1915 по июль 1918 работал в Воронеже посыльным на хлебной бирже, сапожником на обувном и кожевенном предприятии Копылова. В 1918 поступил на службу в РККА. С июля 1918 по август 1920 красноармеец-сапожник в штабе Орловского военного округа, младший командир отряда особого назначения и караульного батальона в Воронеже, младший командир 1-го Воронежского добровольческого отряда в Донской области. В 1920 вступил в РКП(б). В 1922 окончил 22-ю Воронежскую пехотную школу командного состава. С сентября 1922 по ноябрь 1924 года командир взвода, роты стрелкового полка и дивизионной школы 3-й стрелковой дивизии в Отдельной Кавказской армии.
В 1925 окончил Курсы усовершенствования по разведке при Разведывательном управлении, с июня по август 1925 состоял в распоряжении Разведывательного управления Штаба РККА. С августа 1925 по октябрь 1928 во 2-м отделе Разведывательного управления (IV управления), заведующий сектором 1-й части, помощник начальника 2-й части, начальник сектора с октября 1926. С октября 1928 по декабрь 1929 находился на специальной работе, помощник уполномоченного Разведывательного управления в Забайкалье, город Чита. С декабря 1929 по декабрь 1932 помощник начальника 4-го отдела штаба ОКДВА, начальник пограничного разведывательного пункта (ПРП) Забайкальской группы войск. С декабря 1932 по июнь 1933 командир-руководитель Разведывательных курсов усовершенствования командного состава Разведывательного управления РККА. В 1936 окончил Специальный факультет при Военной академии имени М. В. Фрунзе.
С мая 1936 по октябрь 1937 начальник ПРП Разведывательного отдела штаба Забайкальского военного округа. С октября 1937 по август 1938 начальник отделения, временно исполняющий должность начальника разведывательного отдела штаба ОКДВА (Краснознамённого Дальневосточного фронта). С августа 1938 по март 1939 содержался под стражей в органах Управления НКВД ДВК, был репрессирован, а затем освобождён без суда и восстановлен в кадрах РККА. С октября 1939 исполняющий должность начальника, а затем начальник разведывательного отдела штаба Киевского Особого военного округа.
Участник Великой Отечественной войны с 22 июня 1941 в должности начальника разведывательного отдела Юго-Западного фронта (I-го формирования). Пропал без вести (по другим данным погиб или застрелился) 17 или 20 сентября 1941 при выходе командного состава Полевого управления фронта из окружения, его судьба достоверна неизвестна. Его жена, Мария Георгиевна Бондарева, с детьми проживала на территории Чкаловской области в городе Сорочинск.

### Звания
- красноармеец (1918);
- полковник (1938).